# Ніколаус Брасс
Нікола́ус Бра́сс (нім. Nikolaus Brass; нар. 25 жовтня 1949, Ліндау, Німеччина) — сучасний німецький композитор.

## Біографія
Ніколаус Брасс народився у 1949 в Ліндау. Свої перші композиції він опублікував ще під час навчання у видавництві Kahnt у Ліндау. Після іспиту на атестат зрілості в 1968 році він поступив на медичний факультет Мюнхенського університету. Одночасно Ніколаус Брасс вивчав композицію у Петера Кизеветтера в Мюнхенській консерваторії.
Після отримання стипендії в Шотландії він закінчив вивчення медицини в Берлінському університеті. Вивчення композиції інтенсивно продовжувалося далі в консерваторії у Франка Міхаеля Байера в Мюнхені й пізніше, приватно у Гельмута Лахенманна в Ганновері.
Декілька років Ніколаус Брасс займався лікувальною практикою і з 1982 року є постійним редактором мюнхенської медичної газети. Поворотним моментом в біографії Ніколауса Брасса був період з 1980 по 1986 роки, коли композитор став учасником практичних літніх курсів Нової музики у Дармштадті. Тут відбулася доленосна для композитора зустріч з американським композитором Мортоном Фелдманом, що відкрила нові напрями його творчої діяльності. Твори, написані в цей період, виявили неординарний талант композитора. Так, його вокальна композиція «Traumrede» була відзначена у 1981 році як найкраща на музичному фестивалі в Голландії Gaudeamus, на прем'єрі якої композитор був запрошений до Амстердама.
Одночасно, в цьому ж році він став лауреатом конкурсу композиторів Юргена Понто з композицією «Morgenlob» (струнне тріо). Його композиція «Passatempi» для 2 фортепіано була удостоєна почесного права першого виконання у всесвітньо відомій престижній програмі «Музика часу» WDR (Західнонімецького радіо) у Кельні.
У 1982 році композитор був запрошений на всесвітній семінар композиторів у Босвіл (Швейцарія). За цим послідували виконання творів Ніколауса Брасса по всьому світу.

## Твори
- Ландшафт минулого / Landschaft der Vergangenheit
- Подібні звуки / Similar sounds
- Будова відлуння — оплакування Ліндау / Structures of echo — lindauer beweinung
- Ранкова молитва / Morgenlob
- Хобі / Passatempi
- Мрія / Traumrede